# 赫尔斯滕
赫尔斯滕是德国石勒苏益格－荷尔斯泰因州的一个市镇。总面积8.82平方公里，总人口56人，其中男性28人，女性28人（2011年12月31日），人口密度6人/平方公里。